# Swetła Ocetowa
Swetła Christowa Ocetowa (bg: Светла Христова Оцетова; ur. 23 listopada 1950 w Sofii) – bułgarska wioślarka, mistrzyni olimpijska i czterokrotna medalistka mistrzostw świata.

## Kariera
Wystąpiła na igrzyskach olimpijskich w Montrealu w 1976, gdzie wraz ze Zdrawką Jordanową zdobyła złoty medal w dwójkach podwójnych. W finale Bułgarki o 3,50 sekundy wyprzedziły osadę NRD i o 5,57 sekundy osadę ZSRR. Był to debiut tej konkurencji w programie olimpijskim, tym samym Bułgarki zostały pierwszymi w historii mistrzyniami olimpijskimi w dwójkach podwójnych kobiet. Na rozgrywanych cztery lata później igrzyskach olimpijskich w Moskwie w tej samej konkurencji Ocetowa i Jordanowa zajęły czwarte miejsce. Walkę o podium przegrały o 423 sekundy z osadą Rumunii.
Ponadto wspólnie z Jordanową zwyciężyła w tej konkurencji na mistrzostwach świata w Hamilton (1978), zdobywała srebrne medale na mistrzostwach świata w Amsterdamie (1977) i mistrzostwach świata w Bledzie (1979) oraz zajęła trzecie miejsce na mistrzostwach świata w Nottingham (1975). 
Po zakończeniu kariery została działaczką sportową. W 1980 została członkinią Bułgarskiego Komitetu Olimpijskiego, a następnie trzecią kobietą w historii, która została członkiem Międzynarodowego Komitetu Olimpijskiego. W 1979 została członkinią Komisji Technicznej Międzynarodowej Federacji Wioślarskiej (FISA), a od 2003 roku była dyrektorem technicznym FISA. W latach 1992-1998 była Przewodniczącą Bułgarskiej Federacji Wioślarskiej. Odznaczona Orderem Stara Płanina. W 2015 śledztwo wykazało, iż Ocetowa została zwerbowana przez Komitet Bezpieczeństwa Państwa (KDS) jago agentka.